# Endoderme
L'endoderme (entoblaste, endoblaste ou encore périsperme), par opposition à l'ectoderme et au mésoderme, est le feuillet interne de l'embryon de certains métazoaires (les eumétazoaires, terme qui signifie « vrais métazoaires », qui exclut le taxon des Éponges) qui se met en place au moment de la gastrulation. Il assure les fonctions nutritives dans l'embryon. Il a généralement pour rôle de donner naissance aux organes internes : ainsi, chez les mammifères, l'endoderme donne naissance aux glandes digestives et à l'épithélium qui tapisse le tube digestif et les voies respiratoires.
En biologie végétale, l'endoderme correspond à la partie la plus interne du cortex (écorce) dans les jeunes tiges et les jeunes racines souvent constituées d'une seule couche de cellule.
Plus la plante va devenir âgée, plus l'endoderme va se lignifier.

## Hypoblaste ou endoderme primitif
L'hypoblaste (ou endoderme primitif) est l'une des deux couches cellulaires dérivant de la masse cellulaire interne.
Il s'agit, une fois acquis les axes cranio-caudal et transversal, de la couche la plus ventrale, l'autre couche étant l'épiblaste primitif, du disque embryonnaire didermique.
Ces deux ensembles de cellules dérivent de la masse cellulaire interne, population cellulaire issue de la « différenciation » d'une partie des cellules (blastomères) de l'embryon, au « pôle embryonnaire ». Ce dernier étant, au stade morula (environ 3 jours après le 21e jour du cycle menstruel), composé du trophoblaste d'une part, et la masse cellulaire interne d'autre part.
Des cellules hypoblastiques forment la première couche délimitant la vésicule vitelline primitive à partir du blastocèle : la membrane de Heuser (en), ainsi que la seconde couche, délimitant la vésicule vitelline secondaire à partir de la vésicule vitelline primitive, et induisant la libération et la dégradation d'une partie de la vésicule vitelline : le kyste exo-cœlomique.
L'hypoblaste sera remplacé lors de la gastrulation par la première poussée de migration cellulaire provenant de l'épiblaste primitif, qui formera l'endoderme (le feuillet le plus interne de l'embryon, ou disque embryonnaire, tridermique).

## Endoderme végétal

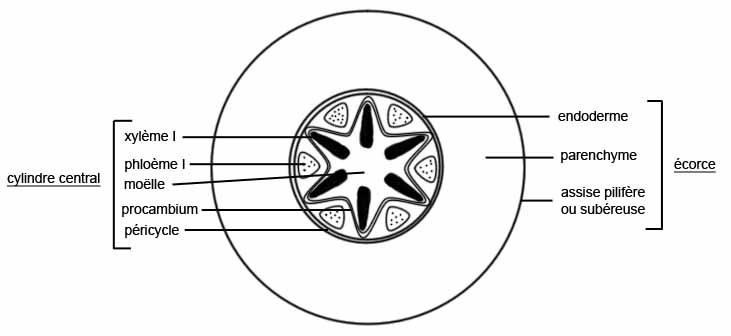
Schéma d'une racine primaire.

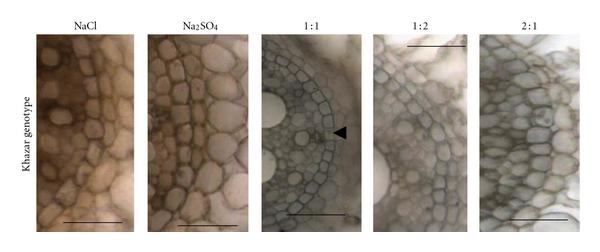
Des lamelles de subérines se déposent sur les différentes parois des cellules de l'endoderme. L'imperméabilité de la barrière endodermique est atténuée au niveau des cellules de passage (flèche noire) situées au-dessus de certains pôles du xylème.

En biologie végétale, l'endoderme correspond à la partie la plus interne du cortex (écorce) dans les jeunes tiges et les jeunes racines souvent constituées d'une seule couche de cellule.
Plus la plante va devenir âgée, plus les parois de l'endoderme vont se lignifier et se subérifier.
L'endoderme joue un rôle protecteur dans les racines. Sur ses parois, de la subérine, et par la suite de la lignine, vont s'y déposer (processus de ligno-subérification de l'endoderme). Ces composés hydrophobes constituent une importante barrière sélective qui filtre les solutés (notamment les ions) de l'eau. L'eau doit alors rentrer dans l'endoderme pour transiter entre le parenchyme cortical (cortex) et la stèle. Ainsi, ce tissu contrôle une majeure partie de l'entrée et la sortie de l'eau et des sels minéraux au niveau du cylindre central des tiges et des racines des plantes. Il correspond donc à la partie la plus interne du cortex.
Dans un premier temps, un cadre de Caspary va se former. Les éléments voulant rentrer et sortir au niveau du cylindre central sont alors obligés de passer par la membrane plasmique qui a un fort pouvoir filtrant, et de quitter la voie apoplastique permissive pour emprunter la voie symplastique plus restrictive.
Dans un second temps, des lamelles de subérines vont se former sur les différentes parois des cellules. Ce qui aura pour conséquence de forcer l'eau à passer par la voie symplastique pour pouvoir traverser l'endoderme.
Par la suite, de la lignine peut se déposer sur les parois de l'endoderme. Le dépôt de lignine dans les parois peut prendre plusieurs formes : en fer à cheval (chez les monocotylédones), à bande ou à point (chez les dicotylédones et gymnospermes). Dans le cas de l'endoderme en fer à cheval, il y a parfois des cellules de transfert dites « cellules de passage » qui ne présent alors pas de dépôt de lignine.

## Fonction
L'endoderme empêche l'eau, ainsi que les solutés dissous dans l'eau, de passer à travers cette couche via la voie apoplastique. L'eau ne peut traverser l'endoderme qu'en traversant la membrane des cellules endodermiques deux fois (une fois pour entrer et une deuxième fois pour sortir). L'eau se déplaçant dans ou hors du xylème, qui fait partie de l'apoplaste, peut ainsi être régulée car elle doit pénétrer le symplaste dans l'endoderme. Cela permet à la plante de contrôler dans une certaine mesure le mouvement de l'eau et d'absorber sélectivement ou d'empêcher le passage d'ions ou d'autres molécules.
L'endoderme n'autorise pas l'entrée de bulles de gaz dans le xylème et contribue à prévenir les embolies dans la colonne d'eau.
Les cellules de passage sont des cellules endodermiques de racines plus anciennes qui conservent des parois minces et des bandes de Caspary plutôt que de devenir subérisées et imperméables à l'eau comme les autres cellules qui les entourent, afin de continuer à permettre un certain flux symplastique vers l'intérieur. Des preuves expérimentales suggèrent que les cellules de passage permettent le transfert de solutés tels que le calcium et le magnésium dans la stèle, afin de finalement atteindre le système de transpiration.Dans l'ensemble, cependant, les vieilles racines se scellent à l'endoderme et ne servent que de passage pour l'eau et les minéraux absorbés par les racines plus jeunes "en aval".
Les cellules endodermiques peuvent contenir des granules d'amidon sous forme d'amyloplastes. Ces derniers peuvent servir de réserve de nourriture et ont été montrés comme étant impliqués dans la gravitropisme chez certaines plantes.